# UCI-Mountainbike-Weltcup 2013
Beim UCI-Mountainbike-Weltcup 2013 wurden durch die Union Cycliste Internationale Weltcup-Sieger in den Disziplinen Cross Country (olympisch), Cross-country Eliminator und Downhill ermittelt.
Je Disziplin wurden sechs Wettbewerbe ausgetragen, die Rennen im Cross Country (olympisch) XCO und Cross-country Eliminator XCE fanden jeweils zusammen am selben Austragungsort statt.

## Cross-Country

### Frauen Elite
| Rnd | Datum         | Ort                  | Erste            | Zweite            | Dritte            |
| --- | ------------- | -------------------- | ---------------- | ----------------- | ----------------- |
| 1   | 19. Mai       | Albstadt             | Eva Lechner      | Maja Włoszczowska | Katrin Leumann    |
| 2   | 26. Mai       | Nové Město na Moravě | Tanja Žakelj     | Maja Włoszczowska | Catharine Pendrel |
| 3   | 15. Juni      | Val di Sole          | Tanja Žakelj     | Kateřina Nash     | Emily Batty       |
| 4   | 27. Juli      | Vallnord             | Sabine Spitz     | Kateřina Nash     | Eva Lechner       |
| 5   | 10. August    | Mont Sainte-Anne     | Kateřina Nash    | Maja Włoszczowska | Tanja Žakelj      |
| 6   | 14. September | Hafjell              | Irina Kalentieva | Eva Lechner       | Julie Bresset     |

Gesamtwertung
| Platz | Name              | Punkte |
| ----- | ----------------- | ------ |
| 1     | Tanja Žakelj      | 1080   |
| 2     | Eva Lechner       | 960    |
| 3     | Kateřina Nash     | 955    |
| 4     | Maja Włoszczowska | 890    |
| 5     | Alexandra Engen   | 680    |
| 6     | Jolanda Neff      | 606    |

### Männer Elite
| Rnd | Datum         | Ort                  | Erster           | Zweiter              | Dritter          |
| --- | ------------- | -------------------- | ---------------- | -------------------- | ---------------- |
| 1   | 19. Mai       | Albstadt             | Daniel McConnell | Sergio Mantecón      | Jaroslav Kulhavý |
| 2   | 26. Mai       | Nové Město na Moravě | Nino Schurter    | Julien Absalon       | Lukas Flückiger  |
| 3   | 15. Juni      | Val di Sole          | Nino Schurter    | Julien Absalon       | Jaroslav Kulhavý |
| 4   | 27. Juli      | Vallnord             | Nino Schurter    | Ondřej Cink          | Stéphane Tempier |
| 5   | 10. August    | Mont Sainte-Anne     | Julien Absalon   | José Antonio Hermida | Nino Schurter    |
| 6   | 14. September | Hafjell              | Jaroslav Kulhavý | Nino Schurter        | Manuel Fumic     |

Gesamtwertung
| Platz | Name              | Punkte |
| ----- | ----------------- | ------ |
| 1.    | Nino Schurter     | 1180   |
| 2.    | Daniel McConnell  | 800    |
| 3.    | Julien Absalon    | 760    |
| 4.    | Jaroslav Kulhavý  | 736    |
| 5.    | Ondřej Cink       | 705    |
| 6.    | Mathias Flückiger | 643    |

### Frauen U23
| Rnd | Datum         | Ort                  | Erste             | Zweite            | Dritte            |
| --- | ------------- | -------------------- | ----------------- | ----------------- | ----------------- |
| 1   | 18. Mai       | Albstadt             | Rebecca Henderson | Jenny Rissveds    | Jana Belomoina    |
| 2   | 25. Mai       | Nové Město na Moravě | Andrea Waldis     | Rebecca Henderson | Jana Belomoina    |
| 3   | 15. Juni      | Val di Sole          | Jana Belomoina    | Rebecca Henderson | Andrea Waldis     |
| 4   | 27. Juli      | Vallnord             | Jana Belomoina    | Rebecca Henderson | Andrea Waldis     |
| 5   | 10. August    | Mont Sainte-Anne     | Rebecca Henderson | Jenny Rissveds    | Helen Grobert     |
| 6   | 14. September | Hafjell              | Andrea Waldis     | Linda Indergand   | Rebecca Henderson |

Gesamtwertung
| Platz | Name              | Punkte |
| ----- | ----------------- | ------ |
| 1     | Rebecca Henderson | 440    |
| 2     | Jana Belomoina    | 410    |
| 3     | Andrea Waldis     | 320    |
| 4     | Helen Grobert     | 270    |
| 5     | Jenny Rissveds    | 255    |

### Männer U23
| Rnd | Datum         | Ort                  | Erster                | Zweiter               | Dritter                 |
| --- | ------------- | -------------------- | --------------------- | --------------------- | ----------------------- |
| 1   | 18. Mai       | Albstadt             | Markus Schulte-Lünzum | Jens Schuermans       | Michiel van der Heijden |
| 2   | 25. Mai       | Nové Město na Moravě | Jens Schuermans       | Reto Indergand        | Michiel van der Heijden |
| 3   | 15. Juni      | Val di Sole          | Markus Schulte-Lünzum | Daniele Braidot       | Nicholas Pettinà        |
| 4   | 27. Juli      | Vallnord             | Hugo Dréchou          | Markus Schulte-Lünzum | Jordan Sarrou           |
| 5   | 10. August    | Mont Sainte-Anne     | Anton Cooper          | Julian Schelb         | Reto Indergand          |
| 6   | 14. September | Hafjell              | Jordan Sarrou         | Anton Cooper          | Michiel van der Heijden |

Gesamtwertung
| Platz | Name                    | Punkte |
| ----- | ----------------------- | ------ |
| 1     | Markus Schulte-Lünzum   | 310    |
| 2     | Hugo Dréchou            | 251    |
| 3     | Michiel van der Heijden | 251    |
| 4     | Reto Indergand          | 246    |
| 5     | Jordan Sarrou           | 235    |

### Juniorinnen
| Rnd | Datum         | Ort                  | Erste             | Zweite              | Dritte           |
| --- | ------------- | -------------------- | ----------------- | ------------------- | ---------------- |
| 1   | 19. Mai       | Albstadt             | Greta Weithaler   | Malene Degn         | Kate Courtney    |
| 2   | 25. Mai       | Nové Město na Moravě | Greta Weithaler   | Malene Degn         | Sofia Wiedenroth |
| 3   | 15. Juni      | Val di Sole          | Olga Terentyeva   | Émilie Collomb      | Greta Weithaler  |
| 4   | 27. Juli      | Vallnord             | Alessandra Keller | Émilie Collomb      | Audrey Menut     |
| 5   | 10. August    | Mont Sainte-Anne     | Kate Courtney     | Dina Gordiuk        | Rachel Pageau    |
| 6   | 14. September | Hafjell              | Malene Degn       | Meda Petrusauskaite | Sofia Wiedenroth |

### Junioren
| Rnd | Datum         | Ort                  | Erster         | Zweiter          | Dritter              |
| --- | ------------- | -------------------- | -------------- | ---------------- | -------------------- |
| 1   | 19. Mai       | Albstadt             | Raphaël Gay    | Philipp Bertsch  | Neilo Perrin-Ganier  |
| 2   | 25. Mai       | Nové Město na Moravě | Raphaël Gay    | Romain Boutet    | Lukas Baum           |
| 3   | 15. Juni      | Val di Sole          | Samuel Gaze    | Gioele Bertolini | Jan Vastl            |
| 4   | 27. Juli      | Vallnord             | Jan Vastl      | Samuel Gaze      | Gioele Bertolini     |
| 5   | 10. August    | Mont Sainte-Anne     | Peter Disera   | Lucas Newcomb    | Marc-André Fortier   |
| 6   | 14. September | Hafjell              | Sebastian Fini | Jan Vastl        | Erik Sverdrup Augdal |

## Cross-Country Eliminator

### Frauen Elite
| Rnd | Datum         | Ort                  | Erste              | Zweite             | Dritte          |
| --- | ------------- | -------------------- | ------------------ | ------------------ | --------------- |
| 1   | 19. Mai       | Albstadt             | Alexandra Engen    | Kathrin Stirnemann | Nadine Rieder   |
| 2   | 26. Mai       | Nové Město na Moravě | Jenny Rissveds     | Kathrin Stirnemann | Alexandra Engen |
| 3   | 15. Juni      | Val di Sole          | Alexandra Engen    | Kathrin Stirnemann | Linda Indergand |
| 4   | 27. Juli      | Vallnord             | Kathrin Stirnemann | Alexandra Engen    | Jenny Rissveds  |
| 5   | 14. September | Hafjell              | Jenny Rissveds     | Eva Lechner        | Alexandra Engen |

Gesamtwertung
| Platz | Name               | Punkte |
| ----- | ------------------ | ------ |
| 1     | Alexandra Engen    | 220    |
| 2     | Kathrin Stirnemann | 205    |
| 3     | Jenny Rissveds     | 170    |
| 4     | Jolanda Neff       | 96     |
| 5     | Linda Indergand    | 84     |

### Männer Elite
| Rnd | Datum         | Ort                  | Erster            | Zweiter             | Dritter               |
| --- | ------------- | -------------------- | ----------------- | ------------------- | --------------------- |
| 1   | 19. Mai       | Albstadt             | Daniel Federspiel | Thomas Litscher     | Miha Halzer           |
| 2   | 26. Mai       | Nové Město na Moravě | Kenta Gallagher   | Christian Pfäffle   | Simon Gegenheimer     |
| 3   | 15. Juni      | Val di Sole          | Daniel Federspiel | Miha Halzer         | Simon Gegenheimer     |
| 4   | 27. Juli      | Vallnord             | Fabrice Mels      | Catriel Andrés Soto | Titouan Perrin Ganier |
| 5   | 14. September | Hafjell              | Simon Gegenheimer | Matthias Wengelin   | Catriel Andrés Soto   |

Gesamtwertung
| Platz | Name                | Punkte |
| ----- | ------------------- | ------ |
| 1     | Daniel Federspiel   | 183    |
| 2     | Simon Gegenheimer   | 159    |
| 3     | Fabrice Mels        | 106    |
| 4     | Miha Halzer         | 95     |
| 5     | Catriel Andrés Soto | 86     |

## Downhill

### Frauen Elite
| Rnd | Datum         | Ort              | Erste           | Zweite          | Dritte          |
| --- | ------------- | ---------------- | --------------- | --------------- | --------------- |
| 1   | 9. Juni       | Fort William     | Rachel Atherton | Manon Carpenter | Emmeline Ragot  |
| 2   | 16. Juni      | Val di Sole      | Rachel Atherton | Emmeline Ragot  | Floriane Pugin  |
| 3   | 28. Juli      | Vallnord         | Rachel Atherton | Manon Carpenter | Myriam Nicole   |
| 4   | 11. August    | Mont Sainte-Anne | Emmeline Ragot  | Manon Carpenter | Floriane Pugin  |
| 5   | 15. September | Hafjell          | Rachel Atherton | Manon Carpenter | Myriam Nicole   |
| 6   | 22. September | Leogang          | Emmeline Ragot  | Rachel Atherton | Manon Carpenter |

Gesamtwertung
| Platz | Name            | Punkte |
| ----- | --------------- | ------ |
| 1     | Rachel Atherton | 1295   |
| 2     | Emmeline Ragot  | 1165   |
| 3     | Manon Carpenter | 1045   |
| 4     | Myriam Nicole   | 807    |
| 5     | Morgane Charre  | 747    |
| 6     | Floriane Pugin  | 580    |

### Männer Elite
| Rnd | Datum         | Ort              | Erster       | Zweiter         | Dritter          |
| --- | ------------- | ---------------- | ------------ | --------------- | ---------------- |
| 1   | 9. Juni       | Fort William     | Gee Atherton | Brook MacDonald | Steve Smith      |
| 2   | 16. Juni      | Val di Sole      | Gee Atherton | Steve Smith     | Greg Minnaar     |
| 3   | 28. Juli      | Vallnord         | Rémi Thirion | Gee Atherton    | Samuel Hill      |
| 4   | 11. August    | Mont Sainte-Anne | Steve Smith  | Gee Atherton    | Samuel Hill      |
| 5   | 15. September | Hafjell          | Steve Smith  | Danny Hart      | Andrew Neethling |
| 6   | 22. September | Leogang          | Steve Smith  | Loïc Bruni      | Michael Hannah   |

Gesamtwertung
| Platz | Name              | Punkte |
| ----- | ----------------- | ------ |
| 1     | Steve Smith       | 1199   |
| 2     | Gee Atherton      | 1121   |
| 3     | Greg Minnaar      | 673    |
| 4     | Loïc Bruni        | 671    |
| 5     | Samuel Blenkinsop | 654    |
| 6     | Michael Hannah    | 638    |